# Cândido José de Araújo
Cândido José de Araújo (Rio de Janeiro, 26 de junho de 1871 – Rio de Janeiro, 8 de abril de 1935), também conhecido como Candinho, foi um escrivão da Estrada de Ferro Central do Brasil e dirigente esportivo brasileiro, ex-presidente do Club de Regatas Vasco da Gama. Foi o primeiro presidente negro de um clube esportivo no Brasil, ocupando o cargo entre 1904 e 1906.
Natural da região portuária do Rio de Janeiro, Cândido de Araújo foi educado em escolas públicas e trabalhou como escrevente concursado na Central do Brasil, onde chegou ao cargo de chefe de seção no setor de pensões, aposentando-se no início da década de 1930. Atuou também como coronel na extinta Guarda Nacional.
Muito estimado nos círculos sociais da cidade, usava sua habilidade de comunicação para atrair novos membros para o quadro cruzmaltino. Chegou a receber, em 1903, uma medalha do clube por ser o associado que mais captou novos sócios naquele ano.
Em 4 de setembro de 1904, Candinho assumiu como o 12.º presidente do Vasco da Gama, sendo o primeiro presidente negro de um clube brasileiro. Reeleito, permaneceu no cargo até 10 de novembro de 1906, consolidando uma base social diversa, formada por trabalhadores, imigrantes e jovens da zona portuária, em contraste com os clubes tidos como elitizados da capital.
Durante sua gestão, o clube conquistou seus primeiros títulos no remo: o Campeonato Carioca de 1905 e 1906, vitórias decisivas que contribuíram para elevar o prestígio da instituição no cenário esportivo carioca do início do século XX. Após o fim da presidência, envolveu-se na política de outro tradicional clube náutico, chegando a integrar diretoria do Boqueirão do Passeio, o que acarretou sanções por violar estatuto vascaíno ao aceitar cargo em rival.
No ano de 2020, o local de fundação do Vasco da Gama, situado na Rua Sacadura Cabral n.º 345 (antiga Rua da Saúde n.º 293), foi oficialmente batizado como Centro Cultural Cândido José de Araújo, em escolha realizada por votação popular. O imóvel foi revitalizado pelo grupo "Guardiões da Colina", homenageando pioneirismo de Candinho e sua representatividade para o esporte nacional. Atualmente, tornou-se espaço para exposições, debates, oficinas culturais e celebração da memória vascaína.
Em 2024, a Assembleia Legislativa do Rio de Janeiro aprovou o projeto de lei nº 4.226, que reconhece o Espaço Candinho como Patrimônio Histórico, Cultural e Turístico do Rio de Janeiro, destacando sua importância histórica, não apenas para o Club de Regatas Vasco da Gama, mas também para o estado do Rio de Janeiro.